# Щукин Пилип
Пилип Щукин (14 листопада 1891 Катеринослав, Російська імперія — серпень або вересень 1921, Катеринослав, УНР) — український громадський діяч, активний член Катеринославської «Просвіти», а також багатьох українських організацій, публіцист і літературознавець, кооператор, видавець. Жертва російського царського і більшовицького окупаційного режиму.

## Життєпис

### Діяльність в Катеринославському товаристві «Просвіта»

Одноденна просвітянська газета "Живе слово", видана в Катеринославі в 1918 р. до Шевченківських роковин. На першій сторінці була вміщена стаття Пилипа Щукина "Тарас Шевченко". (З колекції Анатолія Фоменка).

Вчився в Катеринославському міському шестикласному училищі. Закінчив Катеринославські технічні курси.
З 1912 працював креслярем Катеринославської повітової земської управи.
З 1912 — член товариства «Просвіта».
У травні 1913 обирається бібліотекарем просвітянської бібліотеки.
В липні 1913 затверджений губернатором як завідувач просвітянської бібліотеки-читальні ім. Шевченка в Катеринославі по вул. Козачій, 56. В 1914 був головою бібліотечно-лекційної комісії Катеринославської «Просвіти».
Мешкав Щукин за адресою: Новосельна, 5 (нині вуя. Дарвіна).
З 15 січня по 15 березня 1914 — писар Катеринославської «Просвіти», з 13 травня 1914 — товариш (заступник) голови товариства.
Щукин написав 20 травня 1915 заяву про вихід з членів ради товариства «Просвіта»:

«До Ради Катеринославського товариства «Просвіта». Вислухавши на засіданні Ради лист їв. Мих. Груби, у якому він пише, шо «протест д. Павловської Є. С. справедливий», я й надалі, на підставі протоколу зборів Ради, вважаю протест пані Павловської щодо виходу її по жеребку з членів Ради цілком безпідставним. Але, зважаючи на те становище, що утворилось круг цієї справи, я не нахожу можливим надалі лишатись членом Ради. Пилип Щукин. 20 мая 1915 р.».

### Арешт царською жандармерією і заслання
Пилип Щукін був членом підпільної УСДРП. У листопаді 1915 катеринославська організація УСДРП схоплена царською адміністрацією. 

Картка арештованого Пилипа Щукина, 1915 р.

Картка арештованого Пилипа Щукина, 1915 р. (зворотній бік).

Щукин разом з іншими провідниками організації заарештований поліцією в ніч на 27 листопада 1915, а 3 грудня того ж року жандарми склали на нього картку як на затриманого, взяли відтиски пальців, сфотографували анфас, в профіль і на повен зріст. Крім біографічних даних, ця картка містить докладний опис зовнішності: зріст 1 метр 67 см, колір вусів, брів русявий, очі сірі. А на фото — коротко стрижений юнак в окулярах, типовий студент у смушевій шапці, в пальті з чорним каракулевим коміром.
Був  засуджений на каторжну тюрму. Після звільнення, внаслідок Лютневої революції 1917, включився в роботу відродженої «Просвіти» та інших українських організацій.

### Повернення в Україну після Лютневої революції 1917
Друкувався в катеринославських виданнях «Народная жизнь» (1917), «Живе слово» (1918), особливо продуктивно в кооперативному часописі «Споживач» (1918–1920), співробітником якого він був, видавець газети «Сіяч» у Черкасах (1918 — 1919).
Дуже цінна його стаття «З життя «Просвіти» у Катеринославі», де простежено діяльність товариства у березні — серпні 1917.
З передмовами Щукина видано книжки Василя Корнієнка (1918), Івана Манжури (Черкаси, 1918), Тараса Шевченка (1919). Пише про Тараса Шевченка, Бориса Грінченка, багато рецензій.
Восени 1918 відвідав у Полтаві Панаса Мирного і свій спогад про це назвав «Сторінка зі спогадів» («Споживач». 1920. — №5 — 6).
У 1919 очолив видавничий відділ Катеринославського Союзу споживчих товариств, у 1920 був членом кооперативного товариства «Українське видавництво у Катеринославі». У червні 1920 як секретар неторгівельного відділу Губспоживача був відряджений на з’їзд уповноважених Центросоюзу 5 липня 1920 в Москві.
У липні 1919 мешкав за адресою: по Управській вул. 3-й заводський провулок, буд. № 4.

### Повторний арешт (більшовиками) розстріл
Продовжував займатися підпільною партійною діяльністю і після приходу більшовиків. За участь у підготовці петлюрівським центром за кордоном грандіозного повстання в Україні в 1921 постановою великої трійки Катеринославського губчека від 25 серпня 1921 був розстріляний. Загалом у цій справі до розстрілу були засуджені 52 особи.

### Родина
Батьки його Аліпій, 1860 р. н., був селянином села Ганнівка Артільної волості Павлоградського повіту Катеринославської губернії, працював ліхтарником, сторожем Історичного музею ім. Поля.
Мати — Марія. Брат Щукина — Юрій 1915 служив у війську на фронті Першої світової війни. Мав також неповнолітніх братів Олексія, Михайла, Петра, сестер Євгенію і Ганну.